# Pavlin Kloštar
Pavlin Kloštar je naselje u Republici Hrvatskoj, u sastavu općine Kapela, Bjelovarsko-bilogorska županija.
Naziv potiče od pavlinskog samostana (Klostar) prevedeno s njemačkog jezika. Poznato je još i to da je rodno mjesto istaknutog hrvatskog glazbenog amatera i pjesnika Ferde Rusana.
Pavlinski samostan Svih Svetih izgrađen je krajem 14. stoljeća, a napušten već sredinom 16. stoljeća. Bio je jedan od najvećih pavlinskih samostana u središnjoj Hrvatskoj. Potpuno sačuvani Urbar samostana u Strezi iz 1477. jedan je od najznačajnijih izvora za poznavanje feudalnoga uređenja srednjovjekovnoga prostora današnje kontinentalne Hrvatske. Redovnici pavlini samostan su napustili oko 1540. godine zbog sve veće osmanlijske opasnosti te su se sklonili u sigurniju Lepoglavu. Samostan su potom preuzeli krajišnici Varaždinskog generalata, a nedugo poslije je napušten te je kroz naredna četiri stoljeća u cijelosti razgrađen, osim arheoloških ostataka. Danas se nalazi na pretežno privatnom zemljištu.

## Stanovništvo
Prema popisu stanovništva iz 2001. godine, naselje je imalo 169 stanovnika te 54 obiteljskih kućanstava.

Prema popisu stanovništva 2011. godine naselje je imalo 152 stanovnika.
| broj stanovnika | 257   | 297   | 261   | 329   | 343   | 333   | 345   | 348   | 363   | 341   | 344   | 273   | 251   | 189   | 169   | 152   | 116   |
|                 | 1857. | 1869. | 1880. | 1890. | 1900. | 1910. | 1921. | 1931. | 1948. | 1953. | 1961. | 1971. | 1981. | 1991. | 2001. | 2011. | 2021. |